# 547 v.Chr.
Het jaar 547 v.Chr. is een jaartal volgens de christelijke jaartelling.

## Gebeurtenissen

### Perzië
- Cyrus II laat voorlopig Babylonië voor wat het is en trekt op naar Harran en neemt de stad in.
- Croesus van Lydië, opgeschrikt door het verdwijnen van zijn Medische bondgenoot, trekt de grensrivier Halys over.
- Belshazzar en Nabonidus van Babylon en Amasis van Egypte gaan een bondgenootschap met Croesus aan, maar Cyrus II geeft de vijand geen kans zich te reorganiseren.
- Slag bij Pteria: Cyrus II belegert Croesus in Sardis en neemt hem gevangen. De Perzen nemen daarmee ook Lydië in bezit en komen voor het eerst in contact met de Grieken. Alleen de Lyciërs bieden verbitterd tegenstand, maar spoedig is de hele kust van Klein-Azië (waaronder Ilion) in Perzische handen.
- Cyrus II vestigt een garnizoen in Sardis en benoemt Pasargadae tot hoofdstad van het Perzische Rijk.

### Griekenland
- Amyntas I van Macedonië (547 - 498 v.Chr.) wordt koning van Macedonië.
- Pisistratus weet zich in Athene definitief als tiran te installeren.

## Overleden
- Alcetas I van Macedonië